# Liechtensteiner-Cup 2002-2003
La Liechtensteiner-Cup 2002-2003 è stata la 58ª edizione della coppa nazionale del Liechtenstein disputata tra il 24 settembre 2002 e il 1º giugno 2003 e conclusa con la vittoria finale del Vaduz, al suo trentaduesimo titolo e sesto consecutivo.

## Formula
Alla competizione, che si svolse ad eliminazione diretta con partita unica, parteciparono le sette squadre del principato che potevano iscrivere anche più di un team.

## Ottavi di finale
Gli incontri si giocarono tra il 24 settembre e il 2 ottobre 2002.
| Squadra 1            | Risultato | Squadra 2         |
| -------------------- | --------- | ----------------- |
| FC Schaan II         | 1 - 5     | FC Vaduz II       |
| FC Ruggell II        | 1 - 5     | FC Schaan         |
| FC Vaduz III         | 0 - 15    | USV Eschen/Mauren |
| FC Schaan Azzurri    | 0 - 11    | Vaduz             |
| FC Triesen II        | 2 - 8     | FC Balzers        |
| FC Triesenberg II    | 1 - 5     | FC Triesen        |
| FC Balzers II        | 4 - 2     | FC Ruggell        |
| USV Eschen/Mauren II | 4 - 2     | FC Triesenberg    |

## Quarti di finale
Gli incontri si giocarono tra il 22 ottobre e il 6 novembre 2002.
| Squadra 1            | Risultato | Squadra 2         |
| -------------------- | --------- | ----------------- |
| FC Balzers II        | 0 - 6     | FC Balzers        |
| USV Eschen/Mauren II | 3 - 0     | FC Vaduz II       |
| FC Triesen           | 5 - 6     | USV Eschen/Mauren |
| FC Schaan            | 0 - 5     | Vaduz             |

## Semifinale
Gli incontri si giocarono l'8 e 21 aprile 2003.
| Squadra 1         | Risultato | Squadra 2            |
| ----------------- | --------- | -------------------- |
| FC Balzers        | 1 - 0     | USV Eschen/Mauren II |
| USV Eschen/Mauren | 1 - 7     | Vaduz                |

## Finale
La finale si giocò a Vaduz il 1º giugno 2003.
| Vaduz 1º giugno 2003 | Vaduz | 6 – 0 | FC Balzers | Rheinpark Stadion |